# Peristrominous dolosus
Peristrominous dolosus är en fiskart som beskrevs av Gilbert Percy Whitley 1952. Peristrominous dolosus ingår i släktet Peristrominous och familjen Aploactinidae. Inga underarter finns listade i Catalogue of Life.